# إيفان يوفانوفيتش (لاعب كرة قدم صربي)
إيفان يوفانوفيتش (28 فبراير 1990 في صربيا - ) هو لاعب كرة قدم صربي في مركز الوسط. لعب مع نادي ياغودينا وFK Teleoptik ‏ وFK Radnički Sombor ‏ وFK Železnik ‏ وFK Dolina Padina ‏ وملادي رادنيك ‏.

## وصلات خارجية
- إيفان يوفانوفيتش (لاعب كرة قدم صربي) على موقع قاعدة بيانات كرة القدم.إي يو (الإنجليزية)
- إيفان يوفانوفيتش (لاعب كرة قدم صربي) على موقع Soccerway.com (الإنجليزية)